# Puerto Rico i olympiska sommarspelen 1996
Puerto Rico deltog i de olympiska sommarspelen 1996 med en trupp bestående av 69 deltagare.

## Basket
Herrar
Gruppspel
| Lag         | Vinster | Förluster | Poäng |
| ----------- | ------- | --------- | ----- |
| Jugoslavien | 5       | 0         | 10    |
| Australien  | 4       | 1         | 9     |
| Grekland    | 3       | 2         | 8     |
| Brasilien   | 2       | 3         | 7     |
| Puerto Rico | 1       | 4         | 6     |
| Sydkorea    | 0       | 5         | 5     |

|                    | Australien | Brasilien | Grekland | Sydkorea | Puerto Rico | Socialistiska federativa republiken Jugoslavien |
| ------------------ | ---------- | --------- | -------- | -------- | ----------- | ----------------------------------------------- |
| Australien         |            | 109-101   | 103-62   | 111-88   | 101-96      | 68-91                                           |
| Brasilien          | 101-109    |           | 87-89    | 127-97   | 101-98      | 82-101                                          |
| Grekland           | 62-103     | 89-87     |          | 108-86   | 80-69       | 63-71                                           |
| Sydkorea           | 88-111     | 97-127    | 86-108   |          | 86-98       | 65-118                                          |
| Puerto Rico        | 96-101     | 98-101    | 69-80    | 98-86    |             | 86-97                                           |
| Jugoslavien\|91-68 | 101-82     | 71-63     | 118-65   | 97-86    |             |                                                 |

## Boxning
Flugvikt
- Omar Adorno
  - Första omgången — Förlorade mot Igor Samoilenco (Moldavien) på poäng (8-20)

Bantamvikt
- José Miguel Cotto
  - Första omgången — Förlorade mot Raimkul Malakhbekov (Ryssland) på poäng (6-16)

Fjädervikt
- Luis Seda
  - Första omgången — Förlorade mot Kamsing Somluck (Thailand) på poäng (2-13)

Lätt weltervikt
- Luis Deines Pérez
  - Första omgången — Förlorade mot Jacek Bielski (Polen) på poäng (2-18)

Weltervikt
- Daniel Santos
  - Första omgången — Besegrade Ernest Atangana Mboa (Kamerun) RSC-1 (02:54)
  - Andra omgången — Besegrade Kabil Lahsen (Marocko) på poäng (16-4)
  - Kvartsfinal — Besegrade Nariman Atayev (Uzbekistan) på poäng (28-15)
  - Semifinal — Förlorade mot Oleg Saitov (Ryssland) på poäng (11-13)

Mellanvikt
- José Luis Quiñones
  - Första omgången — Förlorade mot Antonio Perugino (Italien) på poäng (8-10)

Lätt tungvikt
- Enrique Flores
  - Första omgången — Besegrade Gurcharn Singh (Indien) på poäng (15-7)
  - Andra omgången — Besegrade Sybrand Botes (Sydafrika) på poäng (16-7)
  - Kvartsfinal — Förlorade mot Antonio Tarver (USA) RSC-3 (01:54)

## Bågskytte
Damernas individuella
- Maria Reyes → 32-delsfinal, 64:e plats (0-1)

## Cykling

### Bana
Herrarnas poänglopp
- Juan Merheb
  - Final — fullföljde inte (→ ingen placering)

## Friidrott
Herrarnas 400 meter häck
- Domingo Cordero
  - Heat — 51.20 (→ gick inte vidaree)

Herrarnas maraton
- Maximo Oliveras – 2:47.15 (→ 106:e plats)

## Fäktning
Damernas värja
- Mitch Escanellas

## Judo
Herrarnas extra lättvikt (-60 kg)
- Melvin Méndez

Herrarnas halv lättvikt (-65 kg)
- José Pérez

Herrarnas lättvikt (-71 kg)
- Francisco Rodríguez

Herrarnas halv mellanvikt (-78 kg)
- José Luis Figueroa

## Simhopp
Herrarnas 3 m
- Ramon Sandin
  - Kval — 302,55 (→ gick inte vidare, 29:e plats)

Damernas 3 m
- Vivian Alberty
  - Kval — 195,18 (→ gick inte vidare, 27:e plats)

## Softboll
Grundomgång
| Lag              | S | V | O | F | GM | IM | MS  | P  |
| ---------------- | - | - | - | - | -- | -- | --- | -- |
| USA              | 7 | 6 | 0 | 1 | 37 | 7  | +30 | 12 |
| Kina             | 7 | 5 | 0 | 2 | 29 | 7  | +22 | 10 |
| Australien       | 7 | 5 | 0 | 2 | 22 | 11 | +11 | 10 |
| Japan            | 7 | 5 | 0 | 2 | 24 | 18 | +6  | 10 |
| Kanada           | 7 | 3 | 0 | 4 | 15 | 17 | −2  | 6  |
| Kinesiska Taipei | 7 | 2 | 0 | 5 | 19 | 19 | 0   | 4  |
| Nederländerna    | 7 | 1 | 0 | 6 | 4  | 32 | −28 | 2  |
| Puerto Rico      | 7 | 1 | 0 | 6 | 5  | 44 | −39 | 2  |